# Гаплогруппа DE
Гаплогруппа DE — человеческая Y-хромосомная гаплогруппа. Её определяют мутации однонуклеотидного полиморфизма M1(YAP), M145(P205), M203, P144, P153, P165, P167, P183.
Она известна за счёт определяющего её полиморфизма уникального события — инсерции YAP. Эта мутация произошла, когда участок ДНК Alu, копирующий себя, добавил копию в Y-хромосому. Так, Y-хромосомы, содержащие мутацию YAP, называют YAP+, а не содержащие — YAP-.

## Появление
Происходит от мутации гаплогруппы CT, произошедшей у мужчины, жившего около 68,5 тыс. лет назад (дата определена по снипам компанией YFull).
По одной версии, гаплогруппа DE и YAP+ появились в Африке. Это подтверждается тем, что:
1. В Африке YAP имеет наибольшее распространение (более 80 %).
2. DE содержит две подгруппы, которые не пересекаются филогенетически или географически.
3. Гаплогруппа C появилась примерно в одно время с DE где-то в Азии, и нет никаких свидетельств, в том числе археологических, о миграциях народов из Азии в Африку в ту эпоху.

Более вероятно, что YAP+ родом из Азии. Это подтверждают следующие аргументы:
1. Учитывая наличие YAP у носителей гаплогруппы D в северо-восточной Индии и на Андаманских островах, можно предположить, что в Южной Азии некоторые из хромосом M168 привели к добавлению YAP и мутации M174[4].
2. Гаплогруппа CT, от которой происходит DE, имеет неафриканское происхождение[8].
3. Существуют свидетельства несколько более поздних перемещений хромосом из Азии в Африку. Большинство африканских линий E имеет явное европеоидное ближневосточное или североафриканское происхождение и их распространение в Африке среди негроидов объясняется эффектом основателя и замещением исконно негроидных линий A и B.

Однако не исключено формирование гаплогруппы в Северной или Восточной Африке.
В 2016 году Позник и Андерхилл показали, что Y-хромосомная гаплогруппа E возникла за пределами Африки, а общий предок всех неафриканских линий (TMRCA), в том числе гаплогрупп DE и CF, жил ~ 76 тыс. лет назад. Разделение гаплогруппы DE на субклады D и E произошло 69,0 ± 14,7 тыс. л. н., приход носителей гаплогруппы Е в Африку произошёл 65,5 ± 8,5 тыс. лет назад.
Крис Тайлер-Смит с коллегами считают, что линии DE и CF разошлись 77 тыс. л. н. (исходя из скорости мутации 0,76×10-9 на пару нуклеотидов в год).

## Этногеографическое распространение
До сих пор не было найдено ни одного живущего в настоящий момент представителя парагруппы DE. Найденные 5 образцов у нигерийцев оказались на самом деле редким субкладом гаплогруппы D2 (A5580.2). То же самое относится к образцу из народа налу из Гвинеи-Бисау. У двух представителей на Тибете, оказался на самом деле субклад D-M174, а также у одного образца из Республики Алтай в Бешпельтире.

## Дерево
Филогенетическое дерево YCC 2008.
- DE (YAP, M145 [P205], M203, P144, P153, P165, P167, P183)
  - DE*
  - D (M174, (021355))
  - E (SRY4064, M96, P29, P150, P152, P154, P155, P156, P162)